# مينورو مينامي
مينورو مينامي (باليابانية: 南実) هو مصور وناقد ياباني، ولد في 1887، وتوفي في 1948.